# 파울 베르게만
파울 베르게만(Paul Bergemann, 1862년 ~ 1946년)은 독일의 교육학자이다.

## 개요
베를린·할레·예나 대학에서 철학·교육학·언어학을 수학(修學)한 후, 중등학교의 교사로 근무했다. 그의 저서로는 <경험과학을 기초로 해서 귀납법을 이용한 일반적·문화적 교육학으로서의 사회적 교육학>(1900)이 있다. 그에 의하면 사람은 본래 사회에서 나서 사회에서 자라고 사회에서 생존하는 존재이므로 인간을 도야하는 작용도 사회적이라야 하며, 교육의 목적은 아이들로 하여금 국가에 필요한 공민, 사회의 유용(有用)한 일원, 그 시대의 문화적 사명을 기꺼이 수행할 건전·유능한 인간이 되게 하는 데 있다고 했다. 그는 또 개인을 사회에서 단절(斷絶)하고 그 시대의 특정문화로부터 단절하여 인간의 성능(性能)을 조화적으로 발전시킨다고 하는 것은 경험적 사실을 무시한 공론(空論)이라고 보았다. 인간이 소속돼 있는 현실사회와 그 사회의 현재 문화를 산 교재로 삼고, 그 사회가 느끼고 행동하는 대로 느끼고 생각하고 행동하는 그런 인간을 도야하는 것이 교육목적이라고 하였다.
그가 주장한 교육사업의 개선책을 보면
1. 사회는 가정과 같은 적당한 양육소를 설립하여 가정과 협력하여 아동을 교육할 필요가 있고,
2. 초등교육으로 아이들의 능력을 살펴서 우수한 자는 중등·고등교육을 받게 하고, 그렇지 못한 자는 보습교육(補習敎育)을 시켜 실사회로 배출시키는 것이 본인뿐 아니라 국가나 사회에 이익이 되며,
3. 국가와 사회는 우수한 자의 진학을 장려하고 저열한 자에게는 특별한 배려를 해야 한다는 것 등이 있다.

## 주요 저서
- 《사회적 교육학》(Sozialen Padagogik, 1893)
- 《문화 철학의 윤리》(Ethik der Kulture Philosophie, 1904)

## 같이 보기
- 사회적 교육사상